# Championship League Snooker 2021 (rankingowy)
Championship League Snooker 2021 (lato) – pierwszy rankingowy turniej snookerowy sezonu 2021/2022. to siedemnasta edycja zawodów snookerowych rozgrywanych w Morningside Arena w Leicester w Anglii. W turnieju wystąpiło 128 zawodników, którzy w 42 grupach rozegranych na przestrzeni czterech tygodnie (18 lipca – 13 sierpnia) rozegrali swoje mecze.

## Format turnieju
- Wszystkie mecze faz grupowych są rozgrywane w formacie lepszy z 4 frejmów – mecz do trzech wygranych z możliwym zakończeniem przy remisie 2–2.
- Za zwycięstwo w meczu fazy grupowej przydzielane są 3 punkty, za remis 1 punkt, zaś za porażkę 0 punktów.
- Kryteria klasyfikowania zawodników w grupach: większa liczba zdobytych punktów, różnica frejmów, zwycięzca bezpośredniego spotkania (w przypadku liczby zawodników większej niż dwóch zastosowanie ma „małą tabela”), najwyższy break w danej grupie.
- W pierwszym etapie 128 zawodników zostało przydzielonych do trzydziestu dwóch 4-osobowych grup. W nich zawodnicy rywalizowali w systemie każdy z każdym. Zwycięzcy grup awansowali do drugiego etapu.
- W drugim etapie 32 zawodników zostało przydzielonych do ośmiu 4-osobowych grup. W nich zawodnicy rywalizowali w systemie każdy z każdym. Zwycięzcy grup awansowali do trzeciego etapu.
- W trzecim etapie 8 zawodników zostało przydzielonych do dwóch 4-osobowych grup. W nich zawodnicy rywalizowali w systemie każdy z każdym. Zwycięzcy grup awansowali do meczu finałowego.
- W meczu finałowym do trzech wygranych partii, dwóch zawodników zmierzyło się o triumf w całych zawodach[2].

## Zawodnicy

### Etap 1
Grupa 1 (6.08.2021): Judd Trump, Anthony Hamilton, Lee Walker, Rod Lawler

Grupa 2 (21.07.2021): Jordan Brown, Stuart Carrington, Duane Jones, Michael Judge

Grupa 3 (22.07.2021): Tom Ford, Simon Lichtenberg, Reanne Evans, Simon Blackwell

Grupa 4 (2.08.2021): Joe Perry, Jimmy Robertson, Sean Maddocks, Jimmy White

Grupa 5 (6.08.2021): Mark Allen, Chris Wakelin, Mitchell Mann, Daniel Womersley

Grupa 6 (20.07.2021): Michael Holt, Andrew Higginson, Fergal O’Brien, Mark Lloyd

Grupa 7 (18.07.2021): Ricky Walden, Nigel Bond, Allan Taylor, Oliver Brown

Grupa 8 (18.07.2021): Mark Williams, Jak Jones, Peter Lines, Hammad Miah

Grupa 9 (27.07.2021): John Higgins, Noppon Saengkham, Igor Figueiredo, Soheil Vahedi

Grupa 10 (22.07.2021): Ben Fortey, David Grace, Farakh Ajaib, Bai Langning

Grupa 11 (5.08.2021): Zhao Xintong, Joe O’Connor, Andy Hicks, David Lilley

Grupa 12 (23.07.2021): Anthony McGill, Mark Davis, Yuan Sijun, Billy Joe Castle

Grupa 13 (26.07.2021): Joshua Thomond, Oliver Lines, Peter Devlin, Luke Pinches

Grupa 14 (26.07.2021): Martin Gould, Ken Doherty, Rory McLeod, Ryan Davies

Grupa 15 (4.08.2021): Matthew Stevens, Mark King, Andrew Pagett, Ross Muir

Grupa 16 (29.07.2021): Kyren Wilson, Sam Craigie, Ben Hancorn, Dylan Emery

Grupa 17 (4.08.2021): Shaun Murphy, Jamie Jones, Chen Zifan, Michael Collumb

Grupa 18 (28.07.2021): Robert Milkins, Zhao Jianbo, Gerard Greene, Haydon Pinhey

Grupa 19 (19.07.2021): Allister Carter, Dominic Dale, Sydney Wilson, Michael Georgiou

Grupa 20 (29.07.2021): Graeme Dott, Robbie Williams, Julian Bojko, Si Jiahui

Grupa 21 (30.07.2021): Stuart Bingham, Elliot Slessor, Gao Yang, Michael White

Grupa 22 (30.07.2021): Ryan Day, Hossein Vafaei, Jackson Page, Barry Pinches

Grupa 23 (19.07.2021): Scott Donaldson, Alexander Ursenbacher, Aaron Hill, Leo Fernandez

Grupa 24 (2.08.2021): Stephen Maguire, Akani Songsermsawad, Ashley Hugill, John Astley

Grupa 25 (3.08.2021): Yan Bingtao, Jamie Clarke, Louis Heathcote, Robbie McGuigan

Grupa 26 (27.07.2021): Gary Wilson, Steven Hallworth, Cao Yupeng, James Cahill

Grupa 27 (3.08.2021): Matthew Selt, Ashley Carty, Lukas Kleckers, Fraser Patrick

Grupa 28 (21.07.2021): Barry Hawkins, Ben Woollaston, Zak Surety, Kuldesh Johal

Grupa 29 (28.07.2021): Thepchaiya Un-Nooh, Martin O’Donnell, Craig Steadman, Zhang Jiankang

Grupa 30 (5.08.2021): David Gilbert, Liam Highfield, Jamie Wilson, Sanderson Lam

Grupa 31 (23.07.2021): Luca Brecel, Pang Junxu, Chang Bingyu, Dean Young

Grupa 32 (20.07.2021): Ronnie O’Sullivan, Mark Joyce, Saquib Nasir, Ian Burns

### Etap 2
Grupa A (12.08.2021): Judd Trump, Stuart Carrington, Tom Ford, Jimmy Robertson

Grupa B (12.08.2021): Mark Allen, Fergal O’Brien, Ricky Walden, Peter Lines

Grupa C (11.08.2021): Noppon Saengkham, Bai Langning, David Lilley, Mark Davis

Grupa D (11.08.2021): Oliver Lines, Ken Doherty, Matthew Stevens, Kyren Wilson

Grupa E (10.08.2021): Shaun Murphy, Gerard Greene, Allister Carter, Graeme Dott

Grupa F (10.08.2021): Stuart Bingham, Ryan Day, Alexander Ursenbacher, Ashley Hugill

Grupa G (9.08.2021): Yan Bingtao, Cao Yupeng, Matthew Selt, Barry Hawkins

Grupa H (9.08.2021): Craig Steadman, David Gilbert, Chang Bingyu, Mark Joyce

### Etap 3
Grupa 1 (13.08.2021): Tom Ford, Mark Allen, Bai Langning, Kyren Wilson

Grupa 2 (13.08.2021): Allister Carter, Ryan Day, Cao Yupeng, David Gilbert
Finał (13.08.2021): Mark Allen, David Gilbert

## Nagrody

### Etap 1
- Zwycięzca – 3,000 £
- Drugie miejsce – 2,000 £
- Trzecie miejsce – 1,000 £

### Etap 2
- Zwycięzca – 4,000 £
- Drugie miejsce – 3,000 £
- Trzecie miejsce – 2,000 £
- Czwarte miejsce – 1,000 £

### Etap 3
- Zwycięzca – 6,000 £
- Drugie miejsce – 4,000 £
- Trzecie miejsce – 2,000 £
- Czwarte miejsce – 1,000 £

### Finał
- Zwycięzca – 20,000 £
- Finalista – 10,000 £

Łączna pula nagród – 328 000 £

## Etap 1

### Grupa 1
| Poz. | Zawodnik         | M | Z | R | P | Frejmy wygrane | Frejmy przegrane | Różnica frejmów | Pkt |
| ---- | ---------------- | - | - | - | - | -------------- | ---------------- | --------------- | --- |
| 1    | Judd Trump       | 3 | 3 | 0 | 0 | 9              | 3                | +6              | 9   |
| 2    | Anthony Hamilton | 3 | 1 | 1 | 1 | 6              | 6                | 0               | 4   |
| 3    | Lee Walker       | 3 | 1 | 0 | 2 | 5              | 7                | -2              | 3   |
| 4    | Rod Lawler       | 3 | 0 | 1 | 2 | 4              | 8                | -4              | 1   |

- Judd Trump 3-1 Rod Lawler
- Anthony Hamilton 3-1 Lee Walker
- Anthony Hamilton 2-2 Rod Lawler
- Judd Trump 3-1 Lee Walker
- Lee Walker 3-1 Rod Lawler
- Judd Trump 3-1 Anthony Hamilton

### Grupa 2
| Poz. | Zawodnik          | M | Z | R | P | Frejmy wygrane | Frejmy przegrane | Różnica frejmów | Pkt |
| ---- | ----------------- | - | - | - | - | -------------- | ---------------- | --------------- | --- |
| 1    | Stuart Carrington | 3 | 2 | 1 | 0 | 8              | 3                | +5              | 7   |
| 2    | Jordan Brown      | 3 | 1 | 2 | 0 | 7              | 4                | +3              | 5   |
| 3    | Duane Jones       | 3 | 0 | 2 | 1 | 4              | 7                | -3              | 2   |
| 4    | Michael Judge     | 3 | 0 | 1 | 2 | 3              | 8                | -5              | 1   |

- Stuart Carrington 3-0 Duane Jones
- Jordan Brown 3-0 Michael Judge
- Jordan Brown 2-2 Duane Jones
- Stuart Carrington 3-1 Michael Judge
- Jordan Brown 2-2 Stuart Carrington
- Duane Jones 2-2 Michael Judge

### Grupa 3
| Poz. | Zawodnik          | M | Z | R | P | Frejmy wygrane | Frejmy przegrane | Różnica frejmów | Pkt |
| ---- | ----------------- | - | - | - | - | -------------- | ---------------- | --------------- | --- |
| 1    | Tom Ford          | 3 | 1 | 2 | 0 | 7              | 5                | +2              | 5   |
| 2    | Simon Lichtenberg | 3 | 1 | 1 | 1 | 6              | 5                | +1              | 4   |
| 3    | Simon Blackwell   | 3 | 1 | 1 | 1 | 5              | 6                | -1              | 4   |
| 4    | Reanne Evans      | 3 | 0 | 2 | 1 | 5              | 7                | -2              | 2   |

- Tom Ford 2-2 Simon Blackwell
- Simon Lichtenberg 2-2 Reanne Evans
- Simon Lichtenberg 3-0 Simon Blackwell
- Tom Ford 2-2 Reanne Evans
- Reanne Evans 1-3 Simon Blackwell
- Tom Ford 3-1 Simon Lichtenberg

### Grupa 4
| Poz. | Zawodnik        | M | Z | R | P | Frejmy wygrane | Frejmy przegrane | Różnica frejmów | Pkt |
| ---- | --------------- | - | - | - | - | -------------- | ---------------- | --------------- | --- |
| 1    | Jimmy Robertson | 3 | 2 | 1 | 0 | 8              | 3                | +5              | 7   |
| 2    | Joe Perry       | 3 | 2 | 0 | 1 | 7              | 3                | +4              | 6   |
| 3    | Jimmy White     | 3 | 1 | 1 | 1 | 5              | 5                | 0               | 4   |
| 4    | Sean Maddocks   | 3 | 0 | 0 | 3 | 0              | 9                | -9              | 0   |

- Joe Perry 3-0 Jimmy White
- Jimmy Robertson 3-0 Sean Maddocks
- Jimmy Robertson 2-2 Jimmy White
- Joe Perry 3-0 Sean Maddocks
- Sean Maddocks 0-3 Jimmy White
- Joe Perry 1-3 Jimmy Robertson

### Grupa 5
| Poz. | Zawodnik         | M | Z | R | P | Frejmy wygrane | Frejmy przegrane | Różnica frejmów | Pkt |
| ---- | ---------------- | - | - | - | - | -------------- | ---------------- | --------------- | --- |
| 1    | Mark Allen       | 3 | 2 | 1 | 0 | 8              | 2                | +6              | 7   |
| 2    | Mitchell Mann    | 3 | 1 | 2 | 0 | 7              | 4                | +3              | 5   |
| 3    | Daniel Womersley | 3 | 0 | 2 | 1 | 4              | 7                | -3              | 2   |
| 4    | Chris Wakelin    | 3 | 0 | 1 | 2 | 2              | 8                | -6              | 1   |

- Chris Wakelin 0-3 Mitchell Mann
- Mark Allen 3-0 Daniel Womersley
- Mark Allen 2-2 Mitchell Mann
- Chris Wakelin 2-2 Daniel Womersley
- Mark Allen 3-0 Chris Wakelin
- Mitchell Mann 2-2 Daniel Womersley

### Grupa 6
| Poz. | Zawodnik         | M | Z | R | P | Frejmy wygrane | Frejmy przegrane | Różnica frejmów | Pkt |
| ---- | ---------------- | - | - | - | - | -------------- | ---------------- | --------------- | --- |
| 1    | Fergal O’Brien   | 3 | 1 | 2 | 0 | 7              | 4                | +3              | 5   |
| 2    | Michael Holt     | 3 | 1 | 2 | 0 | 7              | 4                | +3              | 5   |
| 3    | Andrew Higginson | 3 | 1 | 1 | 1 | 5              | 5                | 0               | 4   |
| 4    | Mark Lloyd       | 3 | 0 | 1 | 2 | 2              | 8                | -6              | 1   |

- Andrew Higginson 2-2 Fergal O’Brien
- Michael Holt 2-2 Mark Lloyd
- Michael Holt 2-2 Fergal O’Brien
- Andrew Higginson 3-0 Mark Lloyd
- Michael Holt 3-0 Andrew Higginson
- Fergal O’Brien 3-0 Mark Lloyd

### Grupa 7
| Poz. | Zawodnik     | M | Z | R | P | Frejmy wygrane | Frejmy przegrane | Różnica frejmów | Pkt |
| ---- | ------------ | - | - | - | - | -------------- | ---------------- | --------------- | --- |
| 1    | Ricky Walden | 3 | 3 | 0 | 0 | 9              | 1                | +8              | 9   |
| 2    | Allan Taylor | 3 | 1 | 1 | 1 | 5              | 6                | -1              | 4   |
| 3    | Nigel Bond   | 3 | 0 | 2 | 1 | 4              | 7                | -3              | 2   |
| 4    | Oliver Brown | 3 | 0 | 1 | 2 | 4              | 8                | -4              | 1   |

- Nigel Bond 2-2 Allan Taylor
- Ricky Walden 3-1 Oliver Brown
- Ricky Walden 3-0 Allan Taylor
- Nigel Bond 2-2 Oliver Brown
- Ricky Walden 3-0 Nigel Bond
- Allan Taylor 3-1 Oliver Brown

### Grupa 8
| Poz. | Zawodnik      | M | Z | R | P | Frejmy wygrane | Frejmy przegrane | Różnica frejmów | Pkt |
| ---- | ------------- | - | - | - | - | -------------- | ---------------- | --------------- | --- |
| 1    | Peter Lines   | 3 | 2 | 0 | 1 | 7              | 4                | +3              | 6   |
| 2    | Mark Williams | 3 | 2 | 0 | 1 | 6              | 4                | +2              | 6   |
| 3    | Jak Jones     | 3 | 1 | 1 | 1 | 6              | 6                | 0               | 4   |
| 4    | Hammad Miah   | 3 | 0 | 1 | 2 | 3              | 8                | -5              | 1   |

- Mark Williams 3-0 Hammad Miah
- Jak Jones 3-1 Peter Lines
- Jak Jones 2-2 Hammad Miah
- Mark Williams 0-3 Peter Lines
- Peter Lines 3-1 Hammad Miah
- Mark Williams 3-1 Jak Jones

### Grupa 9
| Poz. | Zawodnik         | M | Z | R | P | Frejmy wygrane | Frejmy przegrane | Różnica frejmów | Pkt |
| ---- | ---------------- | - | - | - | - | -------------- | ---------------- | --------------- | --- |
| 1    | Noppon Saengkham | 3 | 3 | 0 | 0 | 9              | 3                | +6              | 9   |
| 2    | John Higgins     | 3 | 2 | 0 | 1 | 7              | 3                | +4              | 6   |
| 3    | Soheil Vahedi    | 3 | 0 | 1 | 2 | 3              | 8                | -5              | 1   |
| 4    | Igor Figueiredo  | 3 | 0 | 1 | 2 | 3              | 8                | -5              | 1   |

- John Higgins 3-0 Soheil Vahedi
- Noppon Saengkham 3-1 Igor Figueiredo
- Noppon Saengkham 3-1 Soheil Vahedi
- John Higgins 3-0 Igor Figueiredo
- Igor Figueiredo 2-2 Soheil Vahedi
- John Higgins 1-3 Noppon Saengkham

### Grupa 10
| Poz. | Zawodnik     | M | Z | R | P | Frejmy wygrane | Frejmy przegrane | Różnica frejmów | Pkt |
| ---- | ------------ | - | - | - | - | -------------- | ---------------- | --------------- | --- |
| 1    | Bai Langning | 3 | 2 | 1 | 0 | 8              | 2                | +6              | 7   |
| 2    | David Grace  | 3 | 2 | 0 | 1 | 6              | 4                | +2              | 6   |
| 3    | Farakh Ajaib | 3 | 0 | 2 | 1 | 4              | 7                | -3              | 2   |
| 4    | Ben Fortey   | 3 | 0 | 1 | 2 | 3              | 8                | -5              | 1   |

- David Grace 3-0 Farakh Ajaib
- Ben Fortey 0-3 Bai Langning
- Ben Fortey 2-2 Farakh Ajaib
- David Grace 0-3 Bai Langning
- Ben Fortey 1-3 David Grace
- Farakh Ajaib 2-2 Bai Langning

### Grupa 11
| Poz. | Zawodnik     | M | Z | R | P | Frejmy wygrane | Frejmy przegrane | Różnica frejmów | Pkt |
| ---- | ------------ | - | - | - | - | -------------- | ---------------- | --------------- | --- |
| 1    | David Lilley | 3 | 2 | 1 | 0 | 8              | 3                | +5              | 7   |
| 2    | Zhao Xintong | 3 | 1 | 1 | 1 | 6              | 6                | 0               | 4   |
| 3    | Joe O’Connor | 3 | 1 | 1 | 1 | 5              | 6                | -1              | 4   |
| 4    | Andy Hicks   | 3 | 0 | 1 | 2 | 4              | 8                | -4              | 1   |

- Joe O’Connor 2-2 Andy Hicks
- Zhao Xintong 2-2 David Lilley
- Zhao Xintong 3-1 Andy Hicks
- Joe O’Connor 0-3 David Lilley
- Zhao Xintong 1-3 Joe O’Connor
- Andy Hicks 1-3 David Lilley

### Grupa 12
| Poz. | Zawodnik         | M | Z | R | P | Frejmy wygrane | Frejmy przegrane | Różnica frejmów | Pkt |
| ---- | ---------------- | - | - | - | - | -------------- | ---------------- | --------------- | --- |
| 1    | Mark Davis       | 3 | 2 | 1 | 0 | 8              | 2                | +6              | 7   |
| 2    | Yuan Sijun       | 3 | 2 | 1 | 0 | 8              | 3                | +5              | 7   |
| 3    | Billy Joe Castle | 3 | 1 | 0 | 2 | 4              | 7                | -3              | 3   |
| 4    | Anthony McGill   | 3 | 0 | 0 | 3 | 1              | 9                | -8              | 0   |

- Anthony McGill 1-3 Billy Joe Castle
- Mark Davis 2-2 Yuan Sijun
- Mark Davis 3-0 Billy Joe Castle
- Anthony McGill 0-3 Yuan Sijun
- Yuan Sijun 3-1 Billy Joe Castle
- Anthony McGill 0-3 Mark Davis

### Grupa 13
| Poz. | Zawodnik       | M | Z | R | P | Frejmy wygrane | Frejmy przegrane | Różnica frejmów | Pkt |
| ---- | -------------- | - | - | - | - | -------------- | ---------------- | --------------- | --- |
| 1    | Oliver Lines   | 3 | 2 | 1 | 0 | 8              | 2                | +6              | 7   |
| 2    | Peter Devlin   | 3 | 2 | 1 | 0 | 8              | 2                | +6              | 7   |
| 3    | Joshua Thomond | 3 | 1 | 0 | 2 | 3              | 6                | -3              | 3   |
| 4    | Luke Pinches   | 3 | 0 | 0 | 3 | 0              | 9                | -9              | 0   |

- Oliver Lines 2-2 Peter Devlin
- Joshua Thomond 3-0 Luke Pinches
- Joshua Thomond 0-3 Peter Devlin
- Oliver Lines 3-0 Luke Pinches
- Joshua Thomond 0-3 Oliver Lines
- Peter Devlin 3-0 Luke Pinches

### Grupa 14
| Poz. | Zawodnik     | M | Z | R | P | Frejmy wygrane | Frejmy przegrane | Różnica frejmów | Pkt |
| ---- | ------------ | - | - | - | - | -------------- | ---------------- | --------------- | --- |
| 1    | Ken Doherty  | 3 | 2 | 1 | 0 | 8              | 3                | +5              | 7   |
| 2    | Rory McLeod  | 3 | 1 | 1 | 1 | 6              | 6                | 0               | 4   |
| 3    | Martin Gould | 3 | 0 | 3 | 0 | 6              | 6                | 0               | 3   |
| 4    | Ryan Davies  | 3 | 0 | 1 | 2 | 3              | 8                | -5              | 1   |

- Martin Gould 2-2 Ryan Davies
- Ken Doherty 3-1 Rory McLeod
- Ken Doherty 3-0 Ryan Davies
- Martin Gould 2-2 Rory McLeod
- Rory McLeod 3-1 Ryan Davies
- Martin Gould 2-2 Ken Doherty

### Grupa 15
| Poz. | Zawodnik        | M | Z | R | P | Frejmy wygrane | Frejmy przegrane | Różnica frejmów | Pkt |
| ---- | --------------- | - | - | - | - | -------------- | ---------------- | --------------- | --- |
| 1    | Matthew Stevens | 3 | 2 | 0 | 1 | 7              | 5                | +2              | 6   |
| 2    | Mark King       | 3 | 1 | 1 | 1 | 6              | 6                | 0               | 4   |
| 3    | Ross Muir       | 3 | 1 | 1 | 1 | 6              | 6                | 0               | 4   |
| 4    | Andrew Pagett   | 3 | 1 | 0 | 2 | 5              | 7                | -2              | 3   |

- Mark King 3-1 Andrew Pagett
- Matthew Stevens 3-1 Ross Muir
- Matthew Stevens 1-3 Andrew Pagett
- Mark King 2-2 Ross Muir
- Matthew Stevens 3-1 Mark King
- Andrew Pagett 1-3 Ross Muir

### Grupa 16
| Poz. | Zawodnik     | M | Z | R | P | Frejmy wygrane | Frejmy przegrane | Różnica frejmów | Pkt |
| ---- | ------------ | - | - | - | - | -------------- | ---------------- | --------------- | --- |
| 1    | Kyren Wilson | 3 | 3 | 0 | 0 | 9              | 2                | +7              | 9   |
| 2    | Sam Craigie  | 3 | 2 | 0 | 1 | 6              | 3                | +3              | 6   |
| 3    | Dylan Emery  | 3 | 0 | 1 | 2 | 3              | 8                | -5              | 1   |
| 4    | Ben Hancorn  | 3 | 0 | 1 | 2 | 3              | 8                | -5              | 1   |

- Kyren Wilson 3-1 Dylan Emery
- Sam Craigie 3-0 Ben Hancorn
- Sam Craigie 3-0 Dylan Emery
- Kyren Wilson 3-1 Ben Hancorn
- Ben Hancorn 2-2 Dylan Emery
- Kyren Wilson 3-0 Sam Craigie

### Grupa 17
| Poz. | Zawodnik        | M | Z | R | P | Frejmy wygrane | Frejmy przegrane | Różnica frejmów | Pkt |
| ---- | --------------- | - | - | - | - | -------------- | ---------------- | --------------- | --- |
| 1    | Shaun Murphy    | 3 | 2 | 1 | 0 | 8              | 3                | +5              | 7   |
| 2    | Jamie Jones     | 3 | 1 | 2 | 0 | 7              | 5                | +2              | 5   |
| 3    | Michael Collumb | 3 | 0 | 2 | 1 | 4              | 7                | -3              | 2   |
| 4    | Chen Zifan      | 3 | 0 | 1 | 2 | 4              | 8                | -4              | 1   |

- Shaun Murphy 3-0 Michael Collumb
- Jamie Jones 3-1 Chen Zifan
- Jamie Jones 2-2 Michael Collumb
- Shaun Murphy 3-1 Chen Zifan
- Chen Zifan 2-2 Michael Collumb
- Shaun Murphy 2-2 Jamie Jones

### Grupa 18
| Poz. | Zawodnik       | M | Z | R | P | Frejmy wygrane | Frejmy przegrane | Różnica frejmów | Pkt |
| ---- | -------------- | - | - | - | - | -------------- | ---------------- | --------------- | --- |
| 1    | Gerard Greene  | 3 | 2 | 1 | 0 | 8              | 3                | +5              | 7   |
| 2    | Zhao Jianbo    | 3 | 1 | 2 | 0 | 7              | 4                | +3              | 5   |
| 3    | Haydon Pinhey  | 3 | 1 | 0 | 2 | 4              | 7                | -3              | 3   |
| 4    | Robert Milkins | 3 | 0 | 1 | 2 | 3              | 8                | -5              | 1   |

- Zhao Jianbo 2-2 Gerard Greene
- Robert Milkins 1-3 Haydon Pinhey
- Robert Milkins 0-3 Gerard Greene
- Zhao Jianbo 3-0 Haydon Pinhey
- Robert Milkins 2-2 Zhao Jianbo
- Gerard Greene 3-1 Haydon Pinhey

### Grupa 19
| Poz. | Zawodnik         | M | Z | R | P | Frejmy wygrane | Frejmy przegrane | Różnica frejmów | Pkt |
| ---- | ---------------- | - | - | - | - | -------------- | ---------------- | --------------- | --- |
| 1    | Allister Carter  | 3 | 2 | 1 | 0 | 8              | 3                | +5              | 7   |
| 2    | Michael Georgiou | 3 | 1 | 1 | 1 | 6              | 6                | 0               | 4   |
| 3    | Dominic Dale     | 3 | 0 | 3 | 0 | 6              | 6                | 0               | 3   |
| 4    | Sydney Wilson    | 3 | 0 | 1 | 2 | 3              | 8                | -5              | 1   |

- Allister Carter 3-1 Michael Georgiou
- Dominic Dale 2-2 Sydney Wilson
- Dominic Dale 2-2 Michael Georgiou
- Allister Carter 3-0 Sydney Wilson
- Sydney Wilson 1-3 Michael Georgiou
- Allister Carter 2-2 Dominic Dale

### Grupa 20
| Poz. | Zawodnik        | M | Z | R | P | Frejmy wygrane | Frejmy przegrane | Różnica frejmów | Pkt |
| ---- | --------------- | - | - | - | - | -------------- | ---------------- | --------------- | --- |
| 1    | Graeme Dott     | 3 | 2 | 1 | 0 | 8              | 4                | +4              | 7   |
| 2    | Si Jiahui       | 3 | 1 | 1 | 1 | 6              | 5                | +1              | 4   |
| 3    | Robbie Williams | 3 | 1 | 1 | 1 | 5              | 5                | 0               | 4   |
| 4    | Julian Bojko    | 3 | 0 | 1 | 2 | 3              | 8                | -5              | 1   |

- Robbie Williams 3-0 Julian Bojko
- Graeme Dott 3-1 Si Jiahui
- Graeme Dott 3-1 Julian Bojko
- Robbie Williams 0-3 Si Jiahui
- Graeme Dott 2-2 Robbie Williams
- Julian Bojko 2-2 Si Jiahui

### Grupa 21
| Poz. | Zawodnik       | M | Z | R | P | Frejmy wygrane | Frejmy przegrane | Różnica frejmów | Pkt |
| ---- | -------------- | - | - | - | - | -------------- | ---------------- | --------------- | --- |
| 1    | Stuart Bingham | 3 | 2 | 1 | 0 | 8              | 3                | +5              | 7   |
| 2    | Michael White  | 3 | 2 | 1 | 0 | 8              | 4                | +4              | 7   |
| 3    | Gao Yang       | 3 | 1 | 0 | 2 | 4              | 6                | -2              | 3   |
| 4    | Elliot Slessor | 3 | 0 | 0 | 3 | 2              | 9                | -7              | 0   |

- Stuart Bingham 2-2 Michael White
- Elliot Slessor 0-3 Gao Yang
- Elliot Slessor 1-3 Michael White
- Stuart Bingham 3-0 Gao Yang
- Gao Yang 1-3 Michael White
- Stuart Bingham 3-1 Elliot Slessor

### Grupa 22
| Poz. | Zawodnik       | M | Z | R | P | Frejmy wygrane | Frejmy przegrane | Różnica frejmów | Pkt |
| ---- | -------------- | - | - | - | - | -------------- | ---------------- | --------------- | --- |
| 1    | Ryan Day       | 3 | 2 | 1 | 0 | 8              | 3                | +5              | 7   |
| 2    | Jackson Page   | 3 | 1 | 1 | 1 | 5              | 6                | -1              | 4   |
| 3    | Barry Pinches  | 3 | 0 | 2 | 1 | 5              | 7                | -2              | 2   |
| 4    | Hossein Vafaei | 3 | 0 | 2 | 1 | 5              | 7                | -2              | 2   |

- Hossein Vafaei 1-3 Jackson Page
- Ryan Day 3-1 Barry Pinches
- Ryan Day 3-0 Jackson Page
- Hossein Vafaei 2-2 Barry Pinches
- Ryan Day 2-2 Hossein Vafaei
- Jackson Page 2-2 Barry Pinches

### Grupa 23
| Poz. | Zawodnik              | M | Z | R | P | Frejmy wygrane | Frejmy przegrane | Różnica frejmów | Pkt |
| ---- | --------------------- | - | - | - | - | -------------- | ---------------- | --------------- | --- |
| 1    | Alexander Ursenbacher | 3 | 3 | 0 | 0 | 9              | 0                | +9              | 9   |
| 2    | Leo Fernandez         | 3 | 2 | 0 | 1 | 6              | 4                | +2              | 6   |
| 3    | Aaron Hill            | 3 | 1 | 0 | 2 | 3              | 7                | -4              | 3   |
| 4    | Scott Donaldson       | 3 | 0 | 0 | 3 | 2              | 9                | -7              | 0   |

- Alexander Ursenbacher 3-0 Aaron Hill
- Scott Donaldson 1-3 Leo Fernandez
- Scott Donaldson 1-3 Aaron Hill
- Alexander Ursenbacher 3-0 Leo Fernandez
- Scott Donaldson 0-3 Alexander Ursenbacher
- Aaron Hill 0-3 Leo Fernandez

### Grupa 24
| Poz. | Zawodnik            | M | Z | R | P | Frejmy wygrane | Frejmy przegrane | Różnica frejmów | Pkt |
| ---- | ------------------- | - | - | - | - | -------------- | ---------------- | --------------- | --- |
| 1    | Ashley Hugill       | 3 | 2 | 1 | 0 | 8              | 3                | +5              | 7   |
| 2    | Akani Songsermsawad | 3 | 1 | 2 | 0 | 7              | 4                | +3              | 5   |
| 3    | John Astley         | 3 | 0 | 2 | 1 | 4              | 7                | -3              | 2   |
| 4    | Stephen Maguire     | 3 | 0 | 1 | 2 | 3              | 8                | -5              | 1   |

- Akani Songsermsawad 2-2 Ashley Hugill
- Stephen Maguire 2-2 John Astley
- Stephen Maguire 1-3 Ashley Hugill
- Akani Songsermsawad 2-2 John Astley
- Stephen Maguire 0-3 Akani Songsermsawad
- Ashley Hugill 3-0 John Astley

### Grupa 25
| Poz. | Zawodnik        | M | Z | R | P | Frejmy wygrane | Frejmy przegrane | Różnica frejmów | Pkt |
| ---- | --------------- | - | - | - | - | -------------- | ---------------- | --------------- | --- |
| 1    | Yan Bingtao     | 3 | 3 | 0 | 0 | 9              | 2                | +7              | 9   |
| 2    | Louis Heathcote | 3 | 1 | 1 | 1 | 6              | 5                | +1              | 4   |
| 3    | Jamie Clarke    | 3 | 1 | 1 | 1 | 6              | 5                | +1              | 4   |
| 4    | Robbie McGuigan | 3 | 0 | 0 | 3 | 0              | 9                | -9              | 0   |

- Yan Bingtao 3-0 Robbie McGuigan
- Jamie Clarke 2-2 Louis Heathcote
- Jamie Clarke 3-0 Robbie McGuigan
- Yan Bingtao 3-1 Louis Heathcote
- Louis Heathcote 3-0 Robbie McGuigan
- Yan Bingtao 3-1 Jamie Clarke

### Grupa 26
| Poz. | Zawodnik         | M | Z | R | P | Frejmy wygrane | Frejmy przegrane | Różnica frejmów | Pkt |
| ---- | ---------------- | - | - | - | - | -------------- | ---------------- | --------------- | --- |
| 1    | Cao Yupeng       | 3 | 3 | 0 | 0 | 9              | 1                | +8              | 9   |
| 2    | Steven Hallworth | 3 | 1 | 1 | 1 | 5              | 6                | -1              | 4   |
| 3    | Gary Wilson      | 3 | 0 | 2 | 1 | 4              | 7                | -3              | 2   |
| 4    | James Cahill     | 3 | 0 | 1 | 2 | 4              | 8                | -4              | 1   |

- Steven Hallworth 0-3 Cao Yupeng
- Gary Wilson 2-2 James Cahill
- Gary Wilson 0-3 Cao Yupeng
- Steven Hallworth 3-1 James Cahill
- Gary Wilson 2-2 Steven Hallworth
- Cao Yupeng 3-1 James Cahill

### Grupa 27
| Poz. | Zawodnik       | M | Z | R | P | Frejmy wygrane | Frejmy przegrane | Różnica frejmów | Pkt |
| ---- | -------------- | - | - | - | - | -------------- | ---------------- | --------------- | --- |
| 1    | Matthew Selt   | 3 | 1 | 2 | 0 | 7              | 5                | +2              | 5   |
| 2    | Lukas Kleckers | 3 | 1 | 1 | 1 | 6              | 6                | 0               | 4   |
| 3    | Ashley Carty   | 3 | 1 | 1 | 1 | 6              | 6                | 0               | 4   |
| 4    | Fraser Patrick | 3 | 0 | 2 | 1 | 5              | 7                | -2              | 2   |

- Ashley Carty 3-1 Lukas Kleckers
- Matthew Selt 2-2 Fraser Patrick
- Matthew Selt 2-2 Lukas Kleckers
- Ashley Carty 2-2 Fraser Patrick
- Matthew Selt 3-1 Ashley Carty
- Lukas Kleckers 3-1 Fraser Patrick

### Grupa 28
| Poz. | Zawodnik       | M | Z | R | P | Frejmy wygrane | Frejmy przegrane | Różnica frejmów | Pkt |
| ---- | -------------- | - | - | - | - | -------------- | ---------------- | --------------- | --- |
| 1    | Barry Hawkins  | 3 | 2 | 1 | 0 | 8              | 2                | +6              | 7   |
| 2    | Ben Woollaston | 3 | 1 | 2 | 0 | 7              | 4                | +3              | 5   |
| 3    | Zak Surety     | 3 | 0 | 2 | 1 | 4              | 7                | -3              | 2   |
| 4    | Kuldesh Johal  | 3 | 0 | 1 | 2 | 2              | 8                | -6              | 1   |

- Barry Hawkins 3-0 Kuldesh Johal
- Ben Woollaston 2-2 Zak Surety
- Ben Woollaston 3-0 Kuldesh Johal
- Barry Hawkins 3-0 Zak Surety
- Zak Surety 2-2 Kuldesh Johal
- Barry Hawkins 2-2 Ben Woollaston

### Grupa 29
| Poz. | Zawodnik           | M | Z | R | P | Frejmy wygrane | Frejmy przegrane | Różnica frejmów | Pkt |
| ---- | ------------------ | - | - | - | - | -------------- | ---------------- | --------------- | --- |
| 1    | Craig Steadman     | 3 | 1 | 2 | 0 | 7              | 4                | +3              | 5   |
| 2    | Thepchaiya Un-Nooh | 3 | 1 | 2 | 0 | 7              | 5                | +2              | 5   |
| 3    | Zhang Jiankang     | 3 | 1 | 1 | 1 | 6              | 6                | 0               | 4   |
| 4    | Martin O’Donnell   | 3 | 0 | 1 | 2 | 3              | 8                | -5              | 1   |

- Thepchaiya Un-Nooh 3-1 Zhang Jiankang
- Martin O’Donnell 0-3 Craig Steadman
- Martin O’Donnell 1-3 Zhang Jiankang
- Thepchaiya Un-Nooh 2-2 Craig Steadman
- Craig Steadman 2-2 Zhang Jiankang
- Thepchaiya Un-Nooh 2-2 Martin O’Donnell

### Grupa 30
| Poz. | Zawodnik       | M | Z | R | P | Frejmy wygrane | Frejmy przegrane | Różnica frejmów | Pkt |
| ---- | -------------- | - | - | - | - | -------------- | ---------------- | --------------- | --- |
| 1    | David Gilbert  | 3 | 3 | 0 | 0 | 9              | 1                | +8              | 9   |
| 2    | Liam Highfield | 3 | 2 | 0 | 1 | 6              | 4                | +2              | 6   |
| 3    | Sanderson Lam  | 3 | 0 | 1 | 2 | 4              | 8                | -4              | 1   |
| 4    | Jamie Wilson   | 3 | 0 | 1 | 2 | 2              | 8                | -6              | 1   |

- David Gilbert 3-1 Sanderson Lam
- Liam Highfield 3-0 Jamie Wilson
- Liam Highfield 3-1 Sanderson Lam
- David Gilbert 3-0 Jamie Wilson
- Jamie Wilson 2-2 Sanderson Lam
- David Gilbert 3-0 Liam Highfield

### Grupa 31
| Poz. | Zawodnik     | M | Z | R | P | Frejmy wygrane | Frejmy przegrane | Różnica frejmów | Pkt |
| ---- | ------------ | - | - | - | - | -------------- | ---------------- | --------------- | --- |
| 1    | Chang Bingyu | 3 | 2 | 1 | 0 | 8              | 3                | +5              | 7   |
| 2    | Pang Junxu   | 3 | 1 | 2 | 0 | 7              | 4                | +3              | 5   |
| 3    | Luca Brecel  | 3 | 1 | 0 | 2 | 4              | 7                | -3              | 3   |
| 4    | Dean Young   | 3 | 0 | 1 | 2 | 3              | 8                | -5              | 1   |

- Pang Junxu 2-2 Chang Bingyu
- Luca Brecel 3-1 Dean Young
- Luca Brecel 1-3 Chang Bingyu
- Pang Junxu 2-2 Dean Young
- Luca Brecel 0-3 Pang Junxu
- Chang Bingyu 3-0 Dean Young

### Grupa 32
| Poz. | Zawodnik          | M | Z | R | P | Frejmy wygrane | Frejmy przegrane | Różnica frejmów | Pkt |
| ---- | ----------------- | - | - | - | - | -------------- | ---------------- | --------------- | --- |
| 1    | Ronnie O’Sullivan | 3 | 2 | 1 | 0 | 8              | 3                | +5              | 7   |
| 2    | Mark Joyce        | 3 | 1 | 2 | 0 | 7              | 5                | +2              | 5   |
| 3    | Ian Burns         | 3 | 1 | 1 | 1 | 6              | 5                | +1              | 4   |
| 4    | Saqib Nasir       | 3 | 0 | 0 | 3 | 1              | 9                | -8              | 0   |

- Ronnie O’Sullivan 3-1 Ian Burns
- Mark Joyce 3-1 Saqib Nasir
- Mark Joyce 2-2 Ian Burns
- Ronnie O’Sullivan 3-0 Saqib Nasir
- Saqib Nasir 0-3 Ian Burns
- Ronnie O’Sullivan 2-2 Mark Joyce

## Etap 2

### Grupa A
| Poz. | Zawodnik          | M | Z | R | P | Frejmy wygrane | Frejmy przegrane | Różnica frejmów | Pkt |
| ---- | ----------------- | - | - | - | - | -------------- | ---------------- | --------------- | --- |
| 1    | Tom Ford          | 3 | 2 | 0 | 1 | 6              | 3                | +3              | 6   |
| 2    | Judd Trump        | 3 | 1 | 1 | 1 | 5              | 5                | 0               | 4   |
| 3    | Jimmy Robertson   | 3 | 1 | 1 | 1 | 5              | 6                | -1              | 4   |
| 4    | Stuart Carrington | 3 | 1 | 0 | 2 | 4              | 6                | -2              | 3   |

- Judd Trump 2-2 Jimmy Robertson
- Tom Ford 0-3 Stuart Carrington
- Tom Ford 3-0 Jimmy Robertson
- Judd Trump 3-0 Stuart Carrington
- Stuart Carrington 1-3 Jimmy Robertson
- Judd Trump 0-3 Tom Ford

### Grupa B
| Poz. | Zawodnik       | M | Z | R | P | Frejmy wygrane | Frejmy przegrane | Różnica frejmów | Pkt |
| ---- | -------------- | - | - | - | - | -------------- | ---------------- | --------------- | --- |
| 1    | Mark Allen     | 3 | 3 | 0 | 0 | 9              | 1                | +8              | 9   |
| 2    | Ricky Walden   | 3 | 2 | 0 | 1 | 6              | 4                | +2              | 6   |
| 3    | Peter Lines    | 3 | 0 | 1 | 2 | 4              | 8                | -4              | 1   |
| 4    | Fergal O’Brien | 3 | 0 | 1 | 2 | 2              | 8                | -6              | 1   |

- Ricky Walden 3-1 Peter Lines
- Mark Allen 3-0 Fergal O’Brien
- Mark Allen 3-1 Peter Lines
- Ricky Walden 3-0 Fergal O’Brien
- Mark Allen 3-0 Ricky Walden
- Fergal O’Brien 2-2 Peter Lines

### Grupa C
| Poz. | Zawodnik         | M | Z | R | P | Frejmy wygrane | Frejmy przegrane | Różnica frejmów | Pkt |
| ---- | ---------------- | - | - | - | - | -------------- | ---------------- | --------------- | --- |
| 1    | Bai Langning     | 3 | 1 | 2 | 0 | 7              | 4                | +3              | 5   |
| 2    | David Lilley     | 3 | 1 | 1 | 1 | 6              | 6                | 0               | 4   |
| 3    | Noppon Saengkham | 3 | 1 | 1 | 1 | 5              | 6                | -1              | 4   |
| 4    | Mark Davis       | 3 | 1 | 0 | 2 | 4              | 6                | -2              | 3   |

- Mark Davis 1-3 David Lilley
- Noppon Saengkham 2-2 Bai Langning
- Noppon Saengkham 3-1 David Lilley
- Mark Davis 0-3 Bai Langning
- Noppon Saengkham 0-3 Mark Davis
- David Lilley 2-2 Bai Langning

### Grupa D
| Poz. | Zawodnik        | M | Z | R | P | Frejmy wygrane | Frejmy przegrane | Różnica frejmów | Pkt |
| ---- | --------------- | - | - | - | - | -------------- | ---------------- | --------------- | --- |
| 1    | Kyren Wilson    | 3 | 2 | 0 | 1 | 6              | 5                | +1              | 6   |
| 2    | Oliver Lines    | 3 | 1 | 1 | 1 | 6              | 5                | +1              | 4   |
| 3    | Matthew Stevens | 3 | 1 | 1 | 1 | 5              | 5                | 0               | 4   |
| 4    | Ken Doherty     | 3 | 1 | 0 | 2 | 4              | 6                | -2              | 3   |

- Kyren Wilson 3-1 Ken Doherty
- Matthew Stevens 2-2 Oliver Lines
- Matthew Stevens 0-3 Ken Doherty
- Kyren Wilson 3-1 Oliver Lines
- Oliver Lines 3-0 Ken Doherty
- Kyren Wilson 0-3 Matthew Stevens

### Grupa E
| Poz. | Zawodnik        | M | Z | R | P | Frejmy wygrane | Frejmy przegrane | Różnica frejmów | Pkt |
| ---- | --------------- | - | - | - | - | -------------- | ---------------- | --------------- | --- |
| 1    | Allister Carter | 3 | 3 | 0 | 0 | 9              | 3                | +6              | 9   |
| 2    | Shaun Murphy    | 3 | 2 | 0 | 1 | 7              | 4                | +3              | 6   |
| 3    | Graeme Dott     | 3 | 1 | 0 | 2 | 4              | 7                | -3              | 3   |
| 4    | Gerard Greene   | 3 | 0 | 0 | 3 | 3              | 9                | -6              | 0   |

- Shaun Murphy 3-1 Gerard Greene
- Graeme Dott 1-3 Allister Carter
- Graeme Dott 3-1 Gerard Greene
- Shaun Murphy 1-3 Allister Carter
- Allister Carter 3-1 Gerard Greene
- Shaun Murphy 3-0 Graeme Dott

### Grupa F
| Poz. | Zawodnik              | M | Z | R | P | Frejmy wygrane | Frejmy przegrane | Różnica frejmów | Pkt |
| ---- | --------------------- | - | - | - | - | -------------- | ---------------- | --------------- | --- |
| 1    | Ryan Day              | 3 | 2 | 1 | 0 | 8              | 3                | +5              | 7   |
| 2    | Stuart Bingham        | 3 | 2 | 0 | 1 | 6              | 4                | +2              | 6   |
| 3    | Alexander Ursenbacher | 3 | 0 | 2 | 1 | 4              | 7                | -3              | 2   |
| 4    | Ashley Hugill         | 3 | 0 | 1 | 2 | 4              | 8                | -4              | 1   |

- Ryan Day 2-2 Alexander Ursenbacher
- Stuart Bingham 3-1 Ashley Hugill
- Stuart Bingham 3-0 Alexander Ursenbacher
- Ryan Day 3-1 Ashley Hugill
- Stuart Bingham 0-3 Ryan Day
- Alexander Ursenbacher 2-2 Ashley Hugill

### Grupa G
| Poz. | Zawodnik      | M | Z | R | P | Frejmy wygrane | Frejmy przegrane | Różnica frejmów | Pkt |
| ---- | ------------- | - | - | - | - | -------------- | ---------------- | --------------- | --- |
| 1    | Cao Yupeng    | 3 | 2 | 1 | 0 | 8              | 3                | +5              | 7   |
| 2    | Yan Bingtao   | 3 | 1 | 2 | 0 | 7              | 5                | +2              | 5   |
| 3    | Matthew Selt  | 3 | 0 | 2 | 1 | 4              | 7                | -3              | 2   |
| 4    | Barry Hawkins | 3 | 0 | 1 | 2 | 4              | 8                | -4              | 1   |

- Barry Hawkins 2-2 Matthew Selt
- Yan Bingtao 2-2 Cao Yupeng
- Yan Bingtao 2-2 Matthew Selt
- Barry Hawkins 1-3 Cao Yupeng
- Yan Bingtao 3-1 Barry Hawkins
- Matthew Selt 0-3 Cao Yupeng

### Grupa H
| Poz. | Zawodnik       | M | Z | R | P | Frejmy wygrane | Frejmy przegrane | Różnica frejmów | Pkt |
| ---- | -------------- | - | - | - | - | -------------- | ---------------- | --------------- | --- |
| 1    | David Gilbert  | 3 | 3 | 0 | 0 | 9              | 0                | +9              | 9   |
| 2    | Chang Bingyu   | 3 | 1 | 1 | 1 | 5              | 6                | -1              | 4   |
| 3    | Craig Steadman | 3 | 1 | 0 | 2 | 4              | 7                | -3              | 3   |
| 4    | Mark Joyce     | 3 | 0 | 1 | 2 | 3              | 8                | -5              | 1   |

- Mark Joyce 1-3 Craig Steadman
- David Gilbert 3-0 Chang Bingyu
- David Gilbert 3-0 Craig Steadman
- Mark Joyce 2-2 Chang Bingyu
- Chang Bingyu 3-1 Craig Steadman
- Mark Joyce 0-3 David Gilbert

## Etap 3

### Grupa 1
| Poz. | Zawodnik     | M | Z | R | P | Frejmy wygrane | Frejmy przegrane | Różnica frejmów | Pkt |
| ---- | ------------ | - | - | - | - | -------------- | ---------------- | --------------- | --- |
| 1    | Mark Allen   | 3 | 3 | 0 | 0 | 9              | 1                | +8              | 9   |
| 2    | Tom Ford     | 3 | 1 | 1 | 1 | 5              | 6                | -1              | 4   |
| 3    | Kyren Wilson | 3 | 0 | 2 | 1 | 4              | 7                | -3              | 2   |
| 4    | Bai Langning | 3 | 0 | 1 | 2 | 4              | 8                | -4              | 1   |

- Kyren Wilson 2-2 Bai Langning
- Mark Allen 3-0 Tom Ford
- Mark Allen 3-1 Bai Langning
- Kyren Wilson 2-2 Tom Ford
- Tom Ford 3-1 Bai Langning
- Kyren Wilson 0-3 Mark Allen

### Grupa 2
| Poz. | Zawodnik        | M | Z | R | P | Frejmy wygrane | Frejmy przegrane | Różnica frejmów | Pkt |
| ---- | --------------- | - | - | - | - | -------------- | ---------------- | --------------- | --- |
| 1    | David Gilbert   | 3 | 2 | 0 | 1 | 7              | 4                | +3              | 6   |
| 2    | Allister Carter | 3 | 1 | 1 | 1 | 6              | 6                | 0               | 4   |
| 3    | Ryan Day        | 3 | 1 | 1 | 1 | 5              | 6                | -1              | 4   |
| 4    | Cao Yupeng      | 3 | 1 | 0 | 2 | 5              | 7                | -2              | 3   |

- Allister Carter 2-2 Ryan Day
- David Gilbert 1-3 Cao Yupeng
- David Gilbert 3-0 Ryan Day
- Allister Carter 3-1 Cao Yupeng
- David Gilbert 3-1 Allister Carter
- Ryan Day 3-1 Cao Yupeng

### Finał
- Mark Allen 1-3 David Gilbert

## Brejki stupunktowe
- 146, 137, 127, 124, 124, 123, 115, 110, 103, 102  Mark Allen
- 143, 139, 131, 100  David Gilbert
- 140, 100  Jimmy Robertson
- 137, 125  Stuart Carrington
- 136, 134  Ryan Day
- 134, 116  Stuart Bingham
- 133  Craig Steadman
- 132  Mitchell Mann
- 130, 129, 114, 104  Yan Bingtao
- 130, 111  Matthew Stevens
- 130  John Higgins
- 130  Martin O’Donnell
- 128  Judd Trump
- 127, 125  Chang Bingyu
- 127  Andy Hicks
- 125, 115, 100  Peter Lines
- 125, 112, 105, 104, 101  Ricky Walden
- 124  Tom Ford
- 122  Barry Pinches
- 119  Anthony Hamilton
- 119  Soheil Vahedi
- 118  Bai Langning
- 117, 113  Cao Yupeng
- 117  Gary Wilson
- 116  Joe O’Connor
- 115  Louis Heathcote
- 114, 108  Noppon Saengkham
- 113, 102  Mark Davis
- 112, 104  Michael White
- 111, 103  Yuan Sijun
- 111, 100  Thepchaiya Un-Nooh
- 111  Robert Milkins
- 107  Barry Hawkins
- 106  Graeme Dott
- 103, 100  Kyren Wilson
- 102  Jamie Jones
- 102  Sydney Wilson
- 100  Dean Young
- 100  Fergal O’Brien
- 100  Shaun Murphy